# Мюлдер, Ян (футболист)
Йохан (Ян) Мюлдер (нидерл. Johan "Jan" Mulder, нидерландское произношение: [ˈjoːɦɑˈɲɑˈmʏldər]; род. 4 мая 1945, Беллингволде, Нидерланды) — нидерландский футболист, писатель, обозреватель и телеведущий. В качестве футболиста выступал на позиции нападающего.

## Биография
Йохан Мюлдер родился 4 мая 1945 года в деревне Беллингволде, Нидерланды. Стал футболистом, начав карьеру в бельгийском клубе «Андерлехт». В сезоне 1966/67 года стал лучшим бомбардиром чемпионата Бельгии. В 1972 году перешёл в нидерландский «Аякс». Также выступил и в составе национальной сборной Нидерландов, проведя в её составе несколько игр.
После завершения игровой карьеры Мюлдер стал писателем, выпускал книги и журналы, в основном его работы касались темы спорта. Также стал вести колонки в газетах. Впоследствии его интересы вышли и за рамки спорта, был частым гостем на различных телепередачах.
Его сын — Юри, также стал футболистом, проведя большую часть своей карьеры в немецком «Шальке 04».

## Достижения
«Андерлехт»
- Чемпион Бельгии (4): 1965/66, 1966/67, 1967/68, 1971/72
- Обладатель Кубка Бельгии: 1971/72

«Аякс»
- Чемпион Нидерландов: 1972/73
- Обладатель Кубка европейских чемпионов: 1972/73
- Обладатель Межконтинентального кубка: 1972
- Обладатель Суперкубка Европы: 1973

Личные
- Лучший бомбардир чемпионата Бельгии: 1966/67